# Romhányi László (rendező)
Romhányi László (Sátoraljaújhely, 1944. október 4. – Budapest, 2005. szeptember 2.) magyar rendező, színházigazgató, az egykori Jurta Színház alapítója.

## Élete
Romhányi László gyermekkorát meghatározta, hogy édesapját már a második világháború utáni romeltakarítás közben vitték el a szovjetek és meghalt. Magyartanári, történelemtanári diplomát szerzett, majd 1973-ban végzett a Színház- és Filmművészeti Főiskolán és a Thália Színháznál kezdett dolgozni. 1975-től kezdve Egerben rendezett történelmi jellegű magyar darabokat, amelyek bemutatását egy idő után nem engedték, ezért Kőszegen folytatta ezeket 1985-ig. 1982-ben ezért alapította meg a Magyar Színkört, annak vezetője lett. 1985-ben saját pénzéből kezdte el építeni a Népligetben a Jurta Színházat, hogy ott történjen a darabok bemutatása. A színház 1987-ben nyílt meg (ma is áll, csak más, az eredeti célhoz képest eltérő funkcióval üzemel).

## Politikai szerepe
A Jurta valóban színháznak készült, de az akkori ellenzék találkozóhelye lett. A politikai összejövetelekre ugyanis helyet kellett találni. Az akkori rendszerben politikai szervezetek gyűlésére alkalmas helyek voltak a pártházak vagy az EFEDOSZ-épülete, de értelemszerűen ezeket nem lehetett kibérelni. Így történt, hogy a Romhányi László által épített Jurta Színház lett számos ellenzéki szervezet megalakulásának és összejöveteleinek helye. Itt tartott több összejövetelt, vitaestet is a Magyar Demokrata Fórum, a Fidesz és a Szabad Demokraták Szövetsége is, akkoriban olyan jelzőkkel is illették, mint „Ellenzéki Parlament” vagy „Kis Parlament”, stb.
A színházat a politika támadta, de akkor Romhányi tiltakozott ellene és kijelentette, hogy a Jurta nem ad otthont az ellenzéki szervezeteknek, holott pont az ellenkezője volt igaz. Ahogy enyhült a rendszer, az ellenzéki szervezetek eltávolodtak a Népligettől és Romhányival sem foglalkoztak (1989 folyamán) többé, pedig az akkori ellenzéki értelmiséget teljes mellszélességgel védte.
Romhányi innen kezdve méltatlanul mellőzöttnek érezte magát és saját politikai szervezeteket alapított. Ilyen szervezet volt a Magyar Nemzeti Párt, a Keresztény Nemzeti Unió (melynek tagszervezete volt a POFOSZ is), de a Jurta adott otthont olyan szervezeteknek is, mint a Nemzetőrség, a Krassó György vezette Magyar Október Párt vagy a Magyar Legitimista Párt. Mégsem ezek, hanem a Szent Korona című újságja lett a legismertebb a magyar politikában (valamint a jurtás környezethez tartozott Pongrátz Gergely és számos közismertebb ember is), illetve a Magyarok Nemzeti Szövetsége, amely akkoriban a legerősebb nemzeti-radikális szervezet volt az országban.
Az 1990-es választásokon a Jurtában tömörülő szervezetek alulmaradtak (bár a tévében is kaptak műsoridőt). Romhányi vezetésével számos utcai megmozdulást szerveztek, amivel felhívták magukra a közélet figyelmét. 1990. június 4-én élesen tiltakoztak az ellen, hogy az akkori Fidesz kivonult az Országgyűlés terméből, amikor a képviselők Trianonra emlékeztek. Kritizálta a magyar választási rendszer ajánlócédulás rendszerét és tiltakozott az ellen is, hogy az állampárti rendszert védő rendőrök, ügyészek, bírók, hivatalnokok a helyükön maradtak. A rendszeresen szervezett utcai megmozdulásokon sokszor a Rendőrséggel nem egyeztetve változtatta meg a tüntetések vonulási útját és nem egyszer vonult a Magyar Televízió székháza elé (a Rendőrség egyszer sem oszlatta fel ezeket a rendezvényeket).
A két legismertebb utcai vonulása 1990. október 23-án és 1991. március 15-én volt.
1990. október 23-án a tüntető tömeg a Magyar Rádió épülete elé vonult, hogy tiltakozzon az aznap felállított emléktábla ellen. Az emléktáblán ugyanis azokról az ÁVH-s emberekről is megemlékeztek, akik elestek az 1956. október 23-ai fegyveres összetűzésben. A megtartott beszédek alatt a tömeg leverte a falról a táblát és darabokra törte azt (és emlékként elvitték haza a darabjait). Később különböző módon kommentálták a Jurta vezetői az eseményt. Ugyanakkor azon a délután történt, hogy a tömeg követelésére a Rádió élő adásban szó szerint olvasta be a tüntetők követelését (ilyenre sem volt példa abban az időben és később sem).
A másik ismert vonulás 1991. március 15-én volt. Aznap a jurtás szervezetek által összetoborzott tömeg egész napos felvonulás után felment a Gellért-hegyre. A Gellért-szobornál (azóta eltűnt) emléktáblát szenteltek, majd a Szabadság-szoborhoz mentek, ahol a Szabadság-szobrot védelmező idős emberekkel álltak szembe. Az a hír terjedt el ugyanis, hogy a tüntetők le akarják rombolni a szobrot és ezért az MSZMP által összetoborzott emberek a saját testükkel vették körbe, hogy megvédjék.
A Jurta Színház köré csoportosuló szervezetek Romhányi vezetésével elkezdték a 298-as parcella gondozását, ahol számos 1945 után kivégzett ember teste feküdt. A parcelláról úgy beszéltek, mint amely szintén 56-osoknak a nyugvóhelye, de egy eddig nem igazolt legenda szerint Szálasi Ferenc teste is ott nyugszik. Romhányit e miatt nem kritizálták, ugyanis a temetői munka közben eltűnt egy táska, melyben pénz volt. Az egyik lopással meggyanúsított ember meghalt és ebben a gyilkosságban való részvétellel vádolták Romhányit (mint felbujtót). 1992 júliusában letartóztatták, majd 4 éves szabadságvesztésre büntették, melyet teljesen letöltött.
Ezzel párhuzamosan beperelték a Szent Korona lapot is egyes írások hangvétele és tartalma miatt, mely az 1989-es események utáni első sajtóperek egyike lett (mellette perelték a Hunniát is). A Szent Korona a per miatt és a Romhányi László ellen indított büntetőeljárás miatt megszűnt.
Romhányi 1996-ban szabadult és megpróbált újra visszatérni a politikába, de az átrendeződött politika már nem fogadta be, a vagyonát is teljesen elvesztette. Időnként felmerült a neve, hogy állami rendezvényekre kaphasson megbízást, de egykori, a hatalomba jutó támogatottjai hátat fordítottak, amikor a sajtó megírta a terveket.
A saját véleményéhez közel álló politikai oldal sem fogadta be őt. Voltak ugyan tervei, elképzelései, de azok annyira idealisztikusak voltak, hogy az akkori nemzeti radikális oldal is periférikusnak tartotta. Ilyen körülmények között, súlyos betegségben hunyt el, 2005 őszén. Haláláról, temetéséről akkoriban nem jelent meg semmilyen hír.

## Hatása a magyar közéletre
Romhányi László a Jurta Színházban otthont adott a pártállami ellenzéknek, akik e helyszín nélkül nem tudtak volna Budapest területén akkora létszámban találkozni.
Romhányi fogalmazta meg az úgynevezett dominó-elvet, mely szerint, ha a több országra kiterjedő diktatórikus rendszerek egyikét megdöntik, akkor annak hatásaként az összes országban összeomlik a rendszer (értelemszerűen úgy gondolta, hogy az első dominó a Jurtában dőlt el).
A Szent Korona című újság cikkei, a 298-as parcellából kiinduló rendezvények és a Rózsadombi paktum mind-mind olyan eseményekre és fogalmakra utalnak, melyek az egyik politikai oldal retorikájába, kultúrájába szervesen beépültek.